# Alberto Guerra Naranjo
Alberto Guerra Naranjo (La Habana, Cuba; 30 de diciembre de 1961) es Licenciado en Historia y Ciencias Sociales, guionista de cine, y uno de los más importantes narradores cubanos de la actualidad.
Sus cuentos, de un estilo depurado no carentes de humor, muestran un abanico de situaciones que transitan desde el amor, el desamor y el sexo, hasta la violencia y las dudas. Enemigo confeso de la comercialización despiadada, del arte plagado de concesiones, se exige a sí mismo con rigor”. El Tintero, suplemento cultural de Juventud Rebelde.

## Obra
- Disparos en el aula (cuentos) Editorial Extramuros, La Habana, Cuba, 1992.
- Aporías de la Feria (cuentos) Editorial Extramuros, La Habana, Cuba, 1994.
- Blasfemia del escriba (cuentos) Editorial Letras Cubanas, La Habana, Cuba, 2000 y 2002.[1]
- La soledad del tiempo (novela) Editorial Ediciones Unión, La Habana, Cuba, 2009.

## Otras publicaciones
- El cuento Disparos en el aula forma parte del libro De la piedra al átomo (Editorial Páginas de Espuma), junto a cuentos de Jorge Luis Borges, Juan Rulfo y Augusto Roa Bastos.
- El cuento Los heraldos negros fue publicado en la revista neoyorkina Grand Street, junto a figuras como Borges, Tarkovsky y Nabokov.
- Frente a Coppelia forma parte de la Colección Geografías Literarias (Argentina, 2007) junto a textos de José Lezama Lima, Jean-Paul Sastre y Alejo Carpentier.
- La televisión cubana ha realizado versiones de cuatro de sus cuentos: Corazón partido bajo otras circunstancias, Pequeñas maniobras, Disparos en el aula, Los heraldos negros.
- Algunos cuentos han sido traducidos al inglés, finlandés, italiano, francés  y alemán.

## Premios obtenidos
- Premio "Luis Rogelio Nogueras", 1992.
- Premio de la Ciudad, 1994.
- Segundo Premio en "Cuentos de Amor" de Las Tunas, 1996.
- Premio de La Gaceta de Cuba, 1997.
- Premio "La Gaceta de Cuba", 1999.
- Premio "Ernest Hemingway", 1998.
- Premio "Razón de Ser", proyecto de novela, 1999.

## Datos biográficos
- Profesor de Historia de la Cultura Antigua en la Filial Universitaria de la Isla de la Juventud, en 1984.
- Profesor de cursos de postgrados de Historia de la Cultura Cubana en el Centro de Superación Provincial de Ciudad de La Habana del Ministerio de Cultura, entre 1993 y 1995.
- Dirección de Talleres Literarios en el Centro Nacional de Cultura de Cuba, entre 1995 y 1997.

Becado del DAAD de Berlín, en 1999. 
- Gira promocional por las ciudades de Weimar, Múnich y Berlín junto al escritor Miguel Barnet, en 2000.
- Presentaciones de la propia obra en Casa de América, en Madrid, en 2001.

Conferencias en las ferias del libro de Guadalajara (1997 y 2002), Bogotá (2001), El Zócalo (2006). 
- Integrante del Proyecto Latinoamericano Entresures, por el cual visitó la ciudad de Buenos Aires, en 2006 y escribió su cuento Bos taurus.
- Presentación del Proyecto Latinoamericano Entresures y del libro “No es una antología. Paisaje real de una ficción vivida (editorial Estruendomudo, Perú) el 19 de mayo de 2007 en Casa refugio Citlaltépetl, patrocinado por la Fundación Ford y por la Fundación Príncipe Clauss.
- Del 24 de mayo al 9 de junio fue invitado por la Universidad de Chihuahua a impartir conferencias, presentar su libro Blasfemia del escriba, y a impartir un Taller de Creación Literaria en el Centro Cultural Quinta Gameros.
- Participó en la feria del libro de Chile en 2007 y de Argentina en 2008.
- Es autor de la novela La soledad del tiempo (Unión, 2009).
- Desde hace ocho años dirige un Taller de Creación Literaria por correo electrónico y actualmente labora como asesor de la televisión cubana.